# Saison 1972-1973 de la LAH
Saison précédente Saison suivante
La saison 1972-1973 de la Ligue américaine de hockey est la 37e saison de la ligue au cours de laquelle douze équipes jouent chacune 76 matchs en saison régulière. Les Swords de Cincinnati remportèrent la coupe Calder.

## Changement de franchises
- Les Nighthawks de New Haven rejoignent la ligue dans la division Est.
- Les Barons de Cleveland déménagent en milieu de saison à Jacksonville et sont renommés Barons de Jacksonville.
- Les Wings de Tidewater changent de nom et deviennent les Wings de la Virginie.

## Saison régulière

### Classement
| Clt   | Équipe                          | PJ | V  | D  | N  | BP  | BC  | Pts |
| ----- | ------------------------------- | -- | -- | -- | -- | --- | --- | --- |
| +001, | Voyageurs de la Nouvelle-Écosse | 76 | 43 | 18 | 15 | 316 | 191 | 101 |
| +002, | Braves de Boston                | 76 | 34 | 29 | 13 | 248 | 256 | 81  |
| +003, | Americans de Rochester          | 76 | 33 | 31 | 12 | 239 | 276 | 78  |
| +004, | Reds de Providence              | 76 | 32 | 30 | 14 | 253 | 255 | 78  |
| +005, | Kings de Springfield            | 76 | 18 | 42 | 16 | 265 | 344 | 52  |
| +006, | Nighthawks de New Haven         | 76 | 16 | 40 | 20 | 246 | 331 | 52  |

| Clt   | Équipe                                       | PJ | V  | D  | N  | BP  | BC  | Pts |
| ----- | -------------------------------------------- | -- | -- | -- | -- | --- | --- | --- |
| +001, | Swords de Cincinnati                         | 76 | 54 | 17 | 5  | 351 | 206 | 113 |
| +002, | Bears de Hershey                             | 76 | 42 | 23 | 11 | 326 | 231 | 95  |
| +003, | Wings de la Virginie                         | 76 | 38 | 22 | 16 | 258 | 221 | 92  |
| +004, | Robins de Richmond                           | 76 | 30 | 36 | 10 | 272 | 280 | 70  |
| +005, | Barons de Cleveland / Barons de Jacksonville | 76 | 23 | 44 | 9  | 251 | 329 | 55  |
| +006, | Clippers de Baltimore                        | 76 | 17 | 48 | 11 | 210 | 315 | 45  |

- En gras : qualifiés pour les séries

### Meilleurs pointeurs
| Joueur            | Équipe                          | PJ | B  | A  | Pts | Pun |
| ----------------- | ------------------------------- | -- | -- | -- | --- | --- |
| Yvon Lambert      | Voyageurs de la Nouvelle-Écosse | 76 | 52 | 52 | 104 | 84  |
| Tony Featherstone | Voyageurs de la Nouvelle-Écosse | 74 | 49 | 54 | 103 | 78  |
| Morris Stefaniw   | Voyageurs de la Nouvelle-Écosse | 64 | 30 | 71 | 101 | 80  |
| Bill Inglis       | Swords de Cincinnati            | 75 | 40 | 57 | 97  | 29  |
| Jeannot Gilbert   | Bears de Hershey                | 74 | 29 | 42 | 71  | 24  |
| Rene Drolet       | Robins de Richmond              | 76 | 34 | 53 | 87  | 30  |
| Orest Kindrachuk  | Robins de Richmond              | 72 | 35 | 51 | 86  | 133 |
| Rick Dudley       | Swords de Cincinnati            | 64 | 40 | 44 | 84  | 159 |
| Danny Schock      | Robins de Richmond              | 74 | 48 | 36 | 84  | 37  |

## Séries éliminatoires
Les quatre premiers de chaque division sont qualifiés. Toutes les séries sont disputées au meilleur des sept matchs.
- Le premier de chaque division rencontre le quatrième de cette même division. Le deuxième rencontre le troisième.
- Les vainqueurs se rencontrent.
- Les gagnants de chaque division se disputent la coupe Calder[3].

|  | Premier tour | Premier tour    | Premier tour | Premier tour |   |                 | Deuxième tour | Deuxième tour | Deuxième tour | Deuxième tour |  |  | Finale | Finale | Finale | Finale |
|  |              |                 |              |              |   |                 |               |               |               |               |  |  |        |        |        |        |
|  |              |                 |              |              |   |                 |               |               |               |               |  |  |        |        |        |        |
|  |              |                 |              |              |   |                 |               |               |               |               |  |  |        |        |        |        |
|  | 1            | Nouvelle-Écosse | 4            | 4            |   |                 |               |               |               |               |  |  |        |        |        |        |
|  | 1            | Nouvelle-Écosse | 4            | 4            |   |                 |               |               |               |               |  |  |        |        |        |        |
|  | 4            | Providence      | 0            | 0            |   |                 |               |               |               |               |  |  |        |        |        |        |
|  | 4            | Providence      | 0            | 0            | 1 | Nouvelle-Écosse | 4             | 4             |               |               |  |  |        |        |        |        |
|  |              |                 |              |              | 1 | Nouvelle-Écosse | 4             | 4             |               |               |  |  |        |        |        |        |
|  |              |                 | 2            | Boston       | 0 | 0               |               |               |               |               |  |  |        |        |        |        |
|  | 3            | Rochester       | 2            | Boston       | 0 | 0               | 2             | 2             |               |               |  |  |        |        |        |        |
|  | 3            | Rochester       |              |              |   |                 |               | 2             |               |               |  |  |        |        |        |        |
|  | 2            | Boston          | 4            | 4            |   |                 |               |               |               |               |  |  |        |        |        |        |
|  | 2            | Boston          | 4            | 4            | 1 | Nouvelle-Écosse | 1             | 1             |               |               |  |  |        |        |        |        |
|  |              |                 |              |              | 1 | Nouvelle-Écosse | 1             | 1             |               |               |  |  |        |        |        |        |
|  |              |                 | 1            | Cincinnati   | 4 | 4               |               |               |               |               |  |  |        |        |        |        |
|  | 1            | Cincinnati      | 1            | Cincinnati   | 4 | 4               | 4             | 4             |               |               |  |  |        |        |        |        |
|  | 1            | Cincinnati      |              |              |   |                 |               |               |               |               |  |  |        |        |        |        |
|  | 4            | Richmond        | 0            | 0            |   |                 |               |               |               |               |  |  |        |        |        |        |
|  | 4            | Richmond        | 0            | 0            | 1 | Cincinnati      | 4             | 4             |               |               |  |  |        |        |        |        |
|  |              |                 |              |              | 1 | Cincinnati      | 4             | 4             |               |               |  |  |        |        |        |        |
|  |              |                 | 3            | Virginie     | 2 | 2               |               |               |               |               |  |  |        |        |        |        |
|  | 3            | Virginie        | 3            | Virginie     | 2 | 2               | 4             | 4             |               |               |  |  |        |        |        |        |
|  | 3            | Virginie        |              |              |   |                 |               | 4             |               |               |  |  |        |        |        |        |
|  | 2            | Hershey         | 3            | 3            |   |                 |               |               |               |               |  |  |        |        |        |        |
|  | 2            | Hershey         | 3            | 3            |   |                 |               |               |               |               |  |  |        |        |        |        |
|  |              |                 |              |              |   |                 |               |               |               |               |  |  |        |        |        |        |

## Trophées

### Trophées collectifs
| Coupe Calder : Vainqueurs des séries                       | Swords de Cincinnati            |
| Trophée F.-G.-« Teddy »-Oke : Champions de la division Est | Voyageurs de la Nouvelle-Écosse |
| Trophée John-D.-Chick : Champions de la division Ouest     | Swords de Cincinnati            |

### Trophées individuels
| Trophée Les-Cunningham : Meilleur joueur de la saison                                 | Bill Inglis (Swords de Cincinnati)                                  |
| Trophée John-B.-Sollenberger : Meilleur pointeur                                      | Yvon Lambert (Voyageurs de la Nouvelle-Écosse)                      |
| Trophée Dudley-« Red »-Garrett : Meilleure recrue                                     | Ron Anderson (Braves de Boston)                                     |
| Trophée Eddie-Shore : Meilleur défenseur de la saison                                 | Ray McKay (Swords de Cincinnati)                                    |
| Trophée Harry-« Hap »-Holmes : Gardien(s) de l'équipe ayant encaissé le moins de buts | Michel Larocque et Michel Deguise (Voyageurs de la Nouvelle-Écosse) |
| Trophée Louis-A.-R.-Pieri : Meilleur entraîneur de la saison                          | Floyd Smith (Swords de Cincinnati)                                  |